# Edward Eber
Edward Zachariasz Eber właśc. Zachariasz Eber (ur. 28 listopada 1880 w Warszawie, zm. 1953 w Rzymie) – polski architekt, czynny głównie w Warszawie.

## Życiorys
Urodził się w żydowskiej rodzinie Zygmunta (Zelika) i Leokadii (Łai) z Hakmayerów. Ojciec był właścicielem kamienicy przy ul. Grzybowskiej (nr hip. 1046b) w Warszawie. Edward ukończył Gimnazjum Realne w Warszawie w 1898, a następnie studiował na Wydziale Mechanicznym warszawskiego Instytutu Politechnicznego im. cara Mikołaja II. W 1905 za udział w strajku szkolnym został usunięty z uczelni. Stopień inżyniera architekta uzyskał w 1907 na Politechnice w Karlsruhe. Przez pierwsze półtora roku pracy zawodowej pracował w Metzu (należącego wówczas do Niemiec) jako pomocnik architekta, kustosza tamtejszej gotyckiej katedry. W 1908 powrócił do Warszawy, gdzie rozpoczął samodzielną pracę. 31 sierpnia 1909 ożenił się z Alicją z d. Frenkiel.
Podczas I wojny światowej w latach 1914–1917 został zatrudniony w Komitecie Obywatelskim m. st. Warszawy. Po odzyskaniu niepodległości objął stanowisko architekta Ministerstwa Zdrowia Publicznego (1918–1923), gdzie był również organizatorem i wykładowcą kursów dla inspektorów mieszkaniowych. Zasłużył się jako współinicjator Państwowego Funduszu Mieszkaniowego – pierwszej instytucji w Polsce, która podjęła walkę z powojennym głodem mieszkaniowym. Brał udział w pracach komitetu do walki z durem plamistym przy Ministerstwie Zdrowia Publicznego. W 1920 został delegowany przez to ministerstwo do Austrii, Niemiec, Francji i Wielkiej Brytanii w celu zapoznania się z urządzeniami zakładów medyczno-badawczych. W 1922 opuścił MZP, aby ponownie podjąć prywatną praktykę architektoniczną, zachowując stanowisko doradcy technicznego Amerykańskiej Misji Pomocy – organizacji humanitarnej kierowanej przez Herberta Hoovera.
Był członkiem Stowarzyszenia Techników i Koła Architektów Polskich, gdzie brał udział w komisjach: normalizacyjnej i słownictwa zawodowego. Przez kilkanaście lat pozostawał współpracownikiem działu architektury „Przeglądu Technicznego”, do którego napisał około dwudziestu artykułów. Był także rzeczoznawcą urzędów podatkowych, sądów i trzech banków.
Działał wyłącznie na terenie Warszawy, wykorzystując w swoich projektach aktualne wówczas style. Jego realizacje mają początkowo cechy modernizmu, nawiązującego do jego berlińskiej wersji, a następnie funkcjonalizmu w wersji awangardowej i późniejszej, tzw. uspokojonej, kiedy to zasłynął jako twórca eleganckich kamienic.

### Okres międzywojenny
W latach 20. XX w. przebywał wraz z żoną Alicją na południu Francji w okolicach Nicei. Projektował domy mieszkalne, ale wszystko wskazuje na to, że nie pracował wtedy pod własnym nazwiskiem. Z tego okresu datuje się znajomość Eberów z Anną i Jarosławem Iwaszkiewiczami.
Pod koniec lat 20. Eberowie powrócili do Polski. Na schyłek lat 30. przypadają najważniejsze projekty Ebera, m.in. niezrealizowany projekt gmachu na rogu ulic Marszałkowskiej i Złotej. Pozostały po nim tylko liczne reklamy w czasopismach, ilustrowane rysunkami z podpisem Ebera. Natomiast zrealizowany został Gmach Towarzystwa Riunione Adriatica di Sicurtà [R.A.S.], tzw. „Adria” oraz ultranowoczesny, jak na owe czasy, dom przy Placu Trzech Krzyży, gdzie mieściło się kino „Napoleon”, teatr, kasyno, dancing, kawiarnia, garaż. Jak pisano w tygodniku „Świat” w 1939 roku, w hallu „osiem wind oczekuje naszych rozkazów”, „wszystko jest celowe, logiczne i z największą troską pomyślane”, w garażu zaś „nie będzie wyziewów benzyny ani kłębów gryzącego dymu”; podziwiano wyciszone wnętrza, bezszelestne windy, mieszkania wyposażone w nawiew nazywany wtedy „własnym klimatem”. Inwestycję finansowała ww. włoska firma ubezpieczeniowa R.A.S. Końcowe prace nad tym kompleksem przerwała wojna.

### Okres II wojny światowej
Po wybuchu wojny w styczniu 1940 Eberom udało się wyjechać z Polski do Włoch. Skierowali się do Triestu, gdzie mieściła się siedziba firmy R.A.S. Ostatecznie znaleźli się w Abacji (Opatii). Tu przeżyli dramatyczne chwile podczas okupacji niemieckiej; jak pisał Edward Eber w liście do dr. J.J. Goluba w sierpniu 1945:

Prześladowani przez SS, gestapo i ich szpiegów, jak dzikie zwierzęta musieliśmy dzień i noc strzec się i kryć, nie znając ani chwili spokoju, ażeby uniknąć strasznego polowania na ludzi.

Przetrwali dzięki pomocy Włochów – najczęściej obcych ludzi. W Abacji przeżyli upadek Mussoliniego, lądowanie aliantów w Salerno, zamach Badoglia.

### Okres powojenny
W 1945 Abacja (Opatija) została przyznana Jugosławii. W ww. liście tak Edward Eber przedstawiał ówczesną swoją i żony sytuację:

...teren ten jest okupowany przez Jugosławię. Jesteśmy izolowani od Włoch i całej Europy: żadne podróże, korespondencja ani telegramy nie są możliwe. Alianckie, żydowskie czy polskie komitety pomocy nie funkcjonują w sytuacji, gdy tak bardzo jej oczekujemy.

Około 1950 Eberowie wyjechali do Włoch, zamieszkali w Rzymie przy Monte del Gallo 7. Utrzymywali się m.in. dzięki pomocy bratanka – mieszkającego w Paryżu Bolesława Ebera – też architekta. Po koniec życia Edward Eber był sparaliżowany, poruszał się na wózku. Zmarł w końcu 1953 roku, został pochowany w żydowskiej części cmentarza Campo Verano, jego grób już nie istnieje.

## Ordery i odznaczenia
- Złoty Krzyż Zasługi (31 lipca 1939)[6]

## Wybrane realizacje w Warszawie

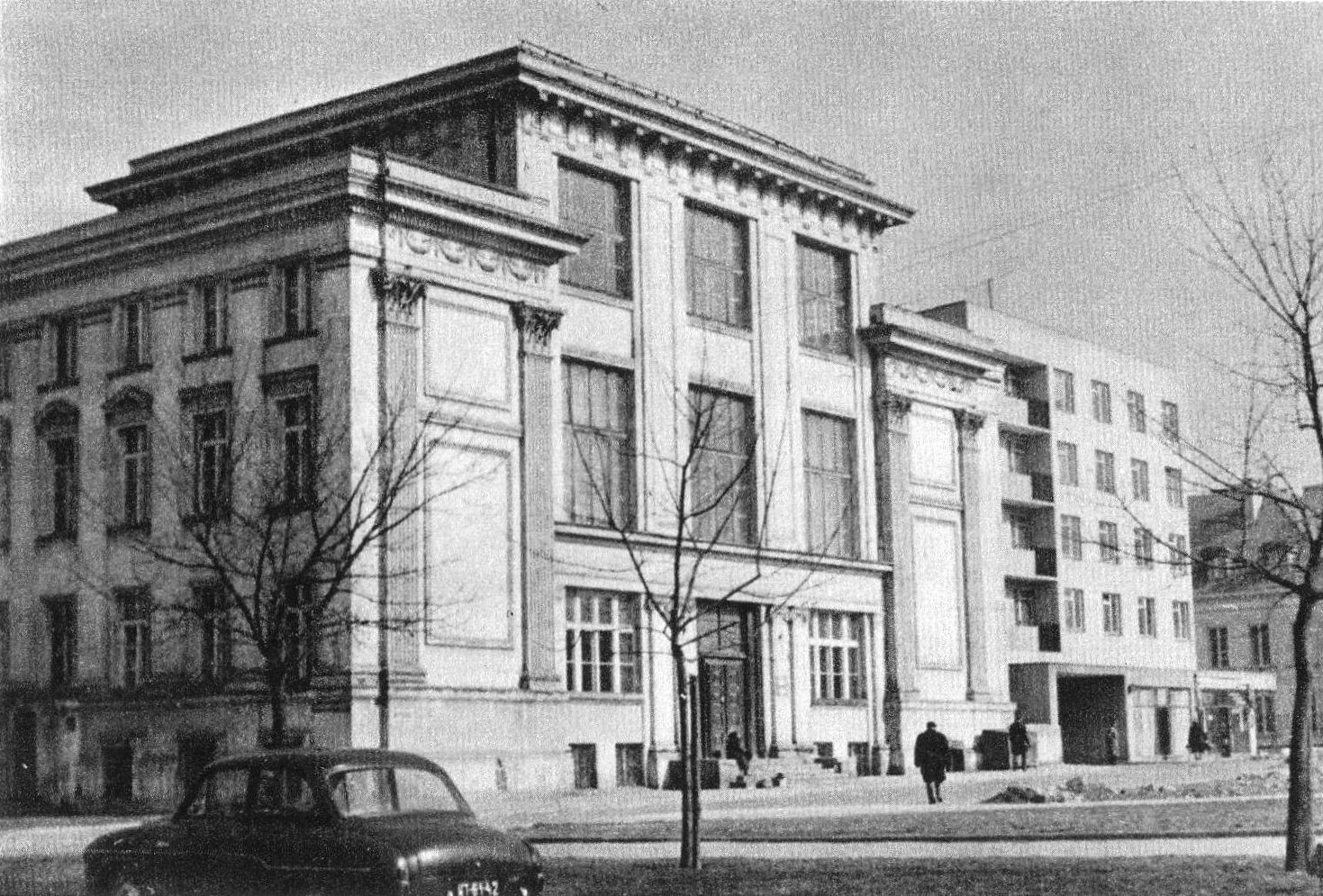
Budynek dawnego Instytutu Nauk Judaistycznych i Głównej Biblioteki Judaistycznej – obecnie Żydowskiego Instytutu Historycznego

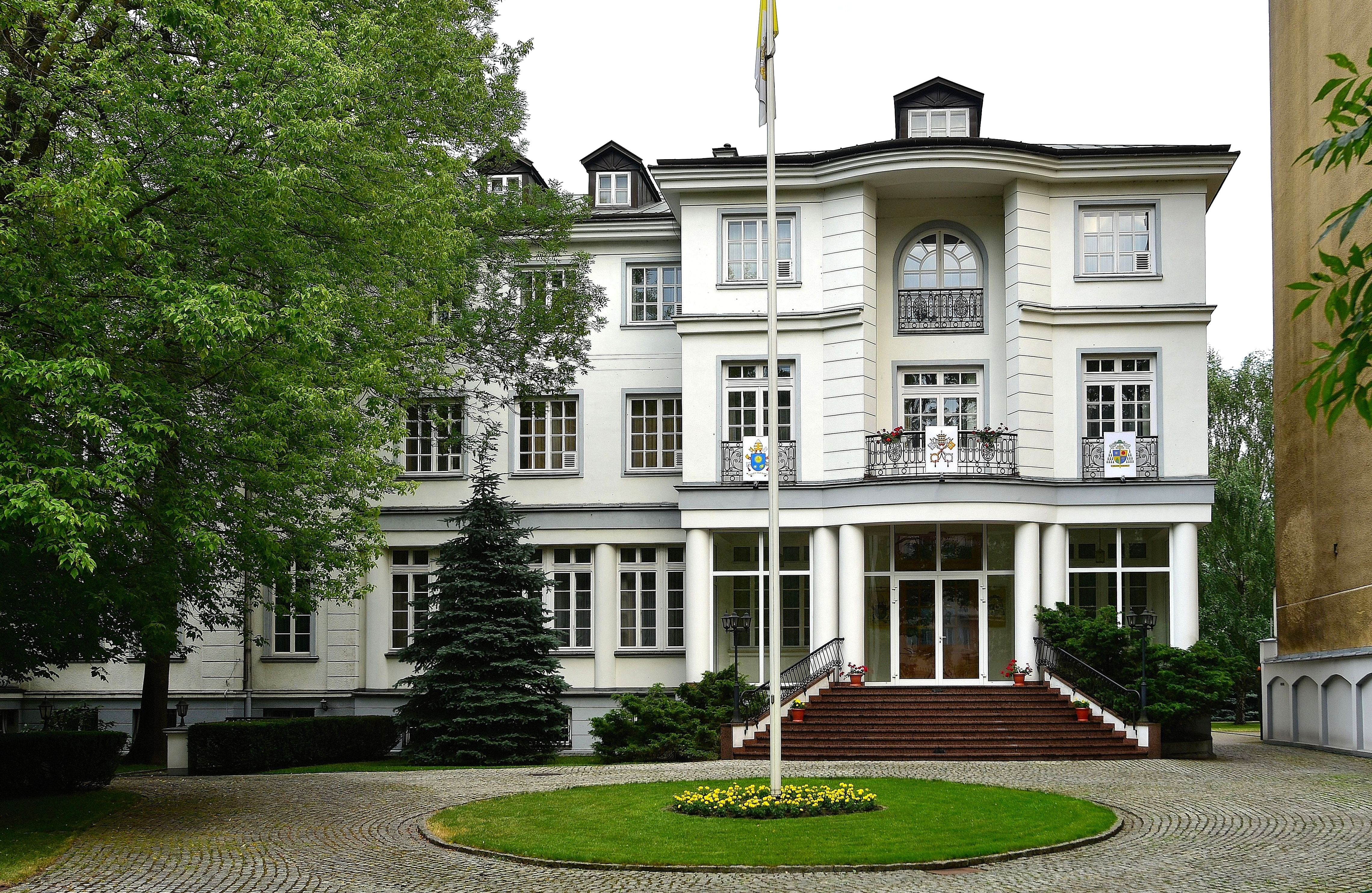
Budynek Nuncjatury Apostolskiej

- 1909/1910: Dom Stowarzyszenia Pracowników Handlowych Wyznania Mojżeszowego, ul. Zielna róg Wielkiej (zburzony).
- 1909: Kamienica, Kaliksta (ob. ul. J. i J. Śniadeckich) 6, (uszkodzona i rozebrana w 1946 roku pod budowę pl. Konstytucji)[7]
- 1910: Kamienica, ul. Smolna 14 (istnieje)
- 1910–1911: Kamienice, ul. Żurawia 24, 24A (istnieją)
- 1910–1911: Kamienice, ul. Noakowskiego 12 i 16, d. ul. Polna 66 (zapewne autorstwa Ebera, istnieją)
- ok. 1910–1912: Kamienica, ul. Nowogrodzka 40 (istnieje)[8][9]
- 1910–1911: Gmach Tow. Akcyjnego Ubezpieczeń Vita-Kotwica, Nowo-Jasna i Baudouina, ob. ul. Jasna 6 (istnieje)[5][10]
- ok. 1912: Przekształcenie kamienicy Kuzniecowa, ul. Królewska 18 (nie istnieje)
- 1912–1913: Kamienica, ul. Hoża 62, wł. małżonków Bielców (istnieje)[11]
- 1913: Kamienica Maksymiliana Gurewicza, ul. Królewska 23 (zachowane relikty)[12]
- 1914 (drugi projekt z 1921): Tzw. Dom Śląski przy ul. Długiej 48 (zburzony)[13][14][15]
- 1922: Wnętrza gmachów Państw. Zakładu Higieny: Zakład Bakteriologiczny, Zakład Serologiczny, Zakład Badania Środków Farmaceutycznych, Zakład Środków Spożywczych, Zakład Szczepionki Przeciwospowej, Przeciw Wściekliźnie oraz Ferma Serologiczna na Służewie (nie istnieją)
- 1924: Pałacyk Nuncjatury Apostolskiej, aleja Szucha 12 (istnieje)
- 1928–1936: Gmach Biblioteki Judaistycznej, ul. Tłomackie 5 (obecnie siedziba Żydowskiego Instytutu Historycznego)[16][17]
- 1928–1929: Gmach Towarzystwa Ubezpieczeniowego Riunione Adriatica di Sicurtà (Po wojnie budynek odbudowano z przeznaczeniem dla Państwowego Zakładu Ubezpieczeń)[18][19][20][21][22][23]
- 1929: Fabryka czekolady „Plutos”, ul. Barska 28/30 (silnie przebudowana)
- 1930: Dom, aleja Szucha 11 (istnieje)
- 1930: Gmach giełdy warszawskiej[24]
- 1931: Tkalnia Jedwabiu Bracia Naef (nie istnieje)
- 1935: Dom mieszkalny, ul. Marszałkowska 125 (nie istnieje)[25]
- po 1935: (domniemanie) Konstancin, willa Brzozy, ul. Batorego 30, własność Wacława i Julii Fajansów (zburzona)
- 1936: Dom, aleja Szucha 7, właściciel B. Kornelli, projektant Edward Eber konstruktor inż. Aleksander Raniecki (istnieje)[26][27]
- 1936: Dom, ul. Szustra [ob. Jarosława Dąbrowskiego] 7 (istnieje)
- 1936: Dom, ul. Skolimowska 9, właściciel B. Kornelli, projektant i konstruktor Edward Eber (relikty)[28]
- 1936: Dom, ul. Puławska 27, właściciel W. Fajans, projektant i konstruktor Edward Eber (istnieje)[29]
- 1937: Kino „Palladium” [razem z gmachem Tow. Ubezpieczeń Assicurazioni Generali Trieste], realizacja projektu z 1934, ul. Złota 7/9, wraz z K. Sicińskim. (częściowo zachowane)[30][31]
- 1937: Projekt domu mieszkalnego, ul. Spacerowa 6 [nr hip. 7568], własność Alicji Eber, (nie istnieje)[32]
- 1937: Dom mieszkalny, ul. Wspólna 27, własność Leon Pines (nie istnieje)
- 1939: Kompleks mieszkalno-użytkowy, pl. Trzech Krzyży róg ul. Konopnickiej (dawny adres Wiejska 18, kino „Napoleon”, potem „Apollo”, tzw. Dom Włoski (nie istnieje)[33][34][35]
- 1939: Dom, ul. Obywatelska 30, własność Alicji Eber (nie istnieje)
- 1939: Dom, ul. Obywatelska róg ul. Zawrotnej, własność małż. Eber (nie istnieje)[36]
- Niedatowane: Dwie kliniki chirurgiczne w Warszawie, przy Solnej i przy ul. Chmielnej oraz Szkoła Rzemieślnicza w Warszawie przy ul. Stawki (ze Stanisławem Weissem, projekt wnętrz zapewne E. Eber, nie istnieją)

## Udział w konkursach na projekt
- 1917: Odbudowy Kalisza (ze Zdzisławem Kalinowskim i Karolem Sicińskim), II nagroda
- 1918: Budowy ratusza w Kaliszu (ze Zdzisławem Kalinowskim i Karolem Sicińskim), I nagroda
- 1918: Rozplanowania części Powiśla przy wiadukcie mostu Poniatowskiego w Warszawie (z Romualdem Guttem i Franciszkiem Krzywdą-Polkowskim), II nagroda

## Publikacje
- Witraże Mehoffera do kościoła św. Mikołaja we Fryburgu, „Czas” 1899 nr 134, (15 VI), s. 3.
- Numancja i jej odkopywanie, „Przegląd Techniczny” 1907, nr 4, s. 52.
- O wpływie higieny mieszkaniowej na rozwój architektury, „Przegląd Techniczny” 1907, nr 5, s. 63; nr 6, s. 75.
- O bankach i gmachach bankowych, „Przegląd Techniczny” 1907, nr 9, s. 118.
- Kościół ś[więte]go Jana na Montmartre w Paryżu, „Przegląd Techniczny” 1907, nr 10, s. 129.
- Domy mieszkalne o wspólnej kuchni, „Przegląd Techniczny” 1907, nr 12, s. 155.
- Okólnik w kwestii budownictwa miejskiego, „Przegląd Techniczny” 1907, nr 17, s. 219–220.
- Edward, Witruwiusz o budowie miast, „Przegląd Techniczny” 1907, nr 23, s. 293.
- Letnie domy zamiejskie, „Przegląd Techniczny” 1907, nr 26, s. 335–336.
- Pomnik narodowy króla Wiktora Emanuela II w Rzymie, „Przegląd Techniczny” 1907, nr 31, s. 386.
- Patyna na dachach miedzianych, „Przegląd Techniczny” 1907, nr 41, s. 496.
- Nowy typ muzeów, „Przegląd Techniczny”, 1907, nr 41, s. 496.
- O znaczeniu dziejów architektury dla twórczości architektonicznej, „Przegląd Techniczny”, 1916 nr 1, s. 11–12.
- III-y kongres architektoniczny w Wiedniu 1908, „Przegląd Techniczny” 1908, nr 12, s. 158.
- Losy pałacu Strozzich we Florencji, „Przegląd Techniczny” 1908, nr 15, s. 176.
- Osady ogrodowe, „Przegląd Techniczny” 1908, nr 15, s. 197–198.
- Pałac kryształowy, „Przegląd Techniczny” 1908, nr 16, s. 210.
- Świątynia Izydy na wyspie Philae w Egipcie, „Przegląd Techniczny” 1908, nr 29, s. 367.
- Powiększenie wielkich miast, „Przegląd Techniczny” 1909, nr 47 s. 667, nr 48, s. 682.